# Boris Barschow
Boris Barschow (* 30. August 1967 in Hamburg) ist ein deutscher Journalist, Reporter und Redakteur. Bekannt wurde er durch seine Aufklärungs-Aktivitäten über den Bundeswehreinsatz in Afghanistan und über das Land selbst, wo er unter anderem als Chefredakteur der Zeitung Sada-e Azadi Newspaper tätig war.

## Leben und Werdegang
Boris Barschow wuchs in Berlin auf und machte dort 1987 sein Abitur. Anschließend besuchte er von 1987 bis 1989 die Deutsche Journalistenschule in München, wo er die 26. Lehrredaktion absolvierte. 1990 begann er ein Politologiestudium an der Münchener Ludwig-Maximilians-Universität. Von 1989 bis 1994 war er für den Bayerischen Rundfunk als Reporter tätig und berichtete unter anderem für die Hörfunkprogramme Bayern 3 und B5 aktuell.
Seit 1994 ist Barschow für das ZDF tätig, zu seinen beruflichen Stationen gehören dort: 1994–1998 als Reporter im ZDF-Landesstudio Bayern in Unterföhring; 1998–2000 Reporter im ZDF-Landesstudio Schleswig-Holstein in Kiel (u. a. Berichterstattungen über Skandinavien und das Baltikum); 2000–2001 Reporter und Schlussredakteur beim ZDF-Boulevardmagazin hallo deutschland; 2001–2009 Reporter und Redakteur mit dem Schwerpunkt Sicherheitspolitik beim ZDF-Nachrichtenmagazin heute-journal. Seit 2009 ist Barschow Chef vom Dienst (CvD) beim öffentlich-rechtlichen Fernsehsender Phoenix, der in Kooperation von ZDF und ARD betrieben wird.
Barschow, der infolge seines früheren Berlinaufenthaltes keinen Wehrdienst leisten musste, kam 1999 bei Dreharbeiten für einen ZDF-Film über deutsche Tornado-Kampfflugzeuge erstmals mit der Bundeswehr in Kontakt. In der Folge absolvierte er eine „Orientierungswehrübung für Journalisten“, interessierte sich mehr und mehr für diese Welt und wurde nach mehreren Lehrgängen bei der Bundeswehr Major der Reserve, was aufgrund seiner zivilberuflichen Qualifikationen als Journalist möglich war. Seitdem ist er neben seinem Beruf als Pressestabsoffizier der Reserve bei der deutschen Luftwaffe tätig.
Er war bzw. ist ehrenamtlich aktiv bei der Hilfsorganisation Luftfahrt ohne Grenzen / Wings of Help, beim Spielmanns- und Fanfarenzug der Mainzer Ranzengarde und bei der Aktion CASH – Childrens Art Soldiers Help, einem Hilfsprojekt zur finanziellen Unterstützung von Schulen in Afghanistan.

## Besondere Aktivitäten
Seit 2007 engagiert Boris Barschow sich bei der Vermittlung von Informationen über Afghanistan und bei der Aufklärung über den dortigen Einsatz der deutschen Bundeswehr. Da er ansonsten kaum Aussichten sah, als Reporter vor Ort zu gelangen, meldete er sich als Major der Reserve freiwillig zu bislang drei mehrmonatigen Wehrübungen, die er in Afghanistan ableistete. 2007 und 2008 war er jeweils im Hauptquartier der ISAF (ISAF HQ) in Kabul als Chefredakteur der NATO-Zeitung Sada-e Azadi Newspaper (dt. Stimme der Freiheit) tätig, die vierzehntäglich erschien und eine Auflage von bis zu 390.000 Exemplaren hatte. Bei der Erstellung der in darischer („persisch“), englischer und paschtunischer Sprache erscheinenden Zeitung arbeitete Barschow mit einheimischen Journalisten zusammen. 2009 war er im Rahmen seiner dritten in Afghanistan stattfindenden Wehrübung für vier Monate als interkultureller Einsatzberater im Stab des Regionalkommandos Nord (Regional Command North – RC N) im Camp Marmal in Masar-e Scharif tätig.
Barschow betreibt seit 2007 im Internet einen Blog zum Thema Afghanistan, den sogenannten Afghanistan-Blog, in dem er über den Einsatz der Bundeswehr in Afghanistan sowie über das „Land am Hindukusch“ selbst, dessen Bewohner und die dortigen Probleme informierte. Seit 2010 veröffentlichte er in seinem Blog auch die fortlaufende Reportage Dem Volk auf’s Maul geschaut, für die er mit dem Motorrad durch Deutschland tourte und Passanten spontan über ihre Meinung zum Afghanistan-Einsatz der Bundeswehr befragte.
2007 erschien im Lüneburger Vive!-Verlag sein Buch Kabul, ich komme wieder, in dem er über seine Erfahrungen und Erkenntnisse in Afghanistan mit Tagebuchcharakter berichtet sowie sich dabei offen mit dem dortigen Bundeswehreinsatz und Land und Leuten auseinandersetzt. Das „ehrliche[…] und spannende[…] Buch“ fand positive Aufnahme bei der Kritik sowie Interesse beim Publikum und liegt inzwischen in zweiter Auflage vor. Ein „Brief an die Deutschen“, den Barschow bei seinem ersten Afghanistan-Einsatz von einem afghanischen Schmuckhändler erhielt und in seinem Erstlingswerk abdruckte, wurde von Hellmuth Karasek in dessen Buch Briefe bewegen die Welt aufgenommen.

## Auszeichnungen
- 2003: Goldener Igel – Medienpreis des Verbands der Reservisten der Deutschen Bundeswehr e. V., Kategorie Fernsehen (für den Dokumentarfilm Schüsse auf See – Deutsche Marine am Horn von Afrika)[8][9]
- 2010: Europäischer Toleranzpreis des Europäischen Kulturforums

## Veröffentlichungen (Auswahl)

### Fernsehdokumentationen
- 1997: Alles Picasso – oder was? (ZDF)
- 2001: Hightechland Finnland. (3sat)
- 2003: Schüsse auf See – Deutsche Marine am Horn von Afrika. (ZDF/ZDF.reporter)
- 2005: Die vergessenen Kinder von Kaschmir. Teil 1. (Phoenix)
- 2006: Die vergessenen Kinder von Kaschmir. Teil 2. (Phoenix)

### Blog und Online-Artikel
- Afghanistan-Blog (Online)
- Fortlaufende Reportage Dem Volk auf’s Maul geschaut beim Afghanistan-Blog (Online)
- Afghanistan-Debatte an der Pommesbude. Veröffentlicht auf Zeit Online am 9. September 2010 (Online)
- Über Geschichte und Patriotismus – dem Volk aus Maul geschaut. Veröffentlicht beim Internationalen Magazin für Sicherheit (IMS) am 9. September 2010 (Online)

### Bücher
- Kabul, ich komme wieder. 2. Auflage, Vive!-Verlag, Lüneburg 2008, ISBN 978-3-939912-01-9. (Rezension beim PR-Journal, Rezension beim Media Mania Magazin)